# Estación de Futako-shinchi
Futako-shinchi (二子新地駅 Futako-shinchi-eki?) es una estación de ferrocarril situada al norte del distrito de Takatsu, Kawasaki, Kanagawa, Japón, operada por la compañía de ferrocarriles Tokyu . Forma parte de la línea Den-en-toshi y su código alfanumérico es DT08.

## La Estación
Se trata de una estación elevada que consta de dos andenes laterales que dan servicio a dos vías.

## Servicios ferroviarios
| procedencia/destino              | < estación | Línea | estación >      | destino/procedencia                 |
| -------------------------------- | ---------- | ----- | --------------- | ----------------------------------- |
| Saginuma・Nagatsuta・Chuo-rinkan | Takatsu    |       | Futako-tamagawa | Shibuya・Oshiage(Skytree)・Kasukabe |

## Galería de fotos

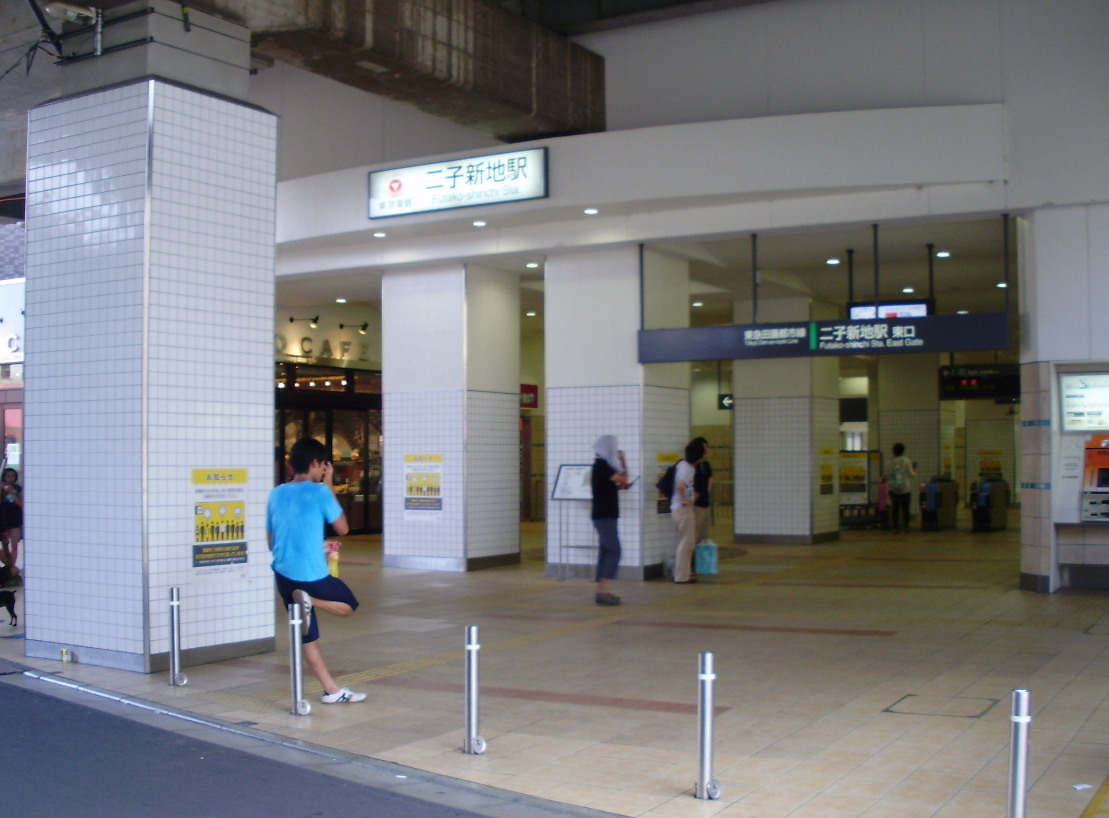
Salida este de la estación de Futako-shinchi